# Song of the Sea
Song of the Sea (Nederlands: Het lied van de zee) is een animatiefilm uit 2014. De film ging in première op 6 september 2014 op het Internationaal filmfestival van Toronto. De film werd in 2015 genomineerd voor een Oscar en een Annie Award voor beste lange animatiefilm.

## Verhaal
Ben en zijn kleine zusje Saoirse wonen met hun vader in Ierland aan de kust in een vuurtoren op een gevaarlijke rots. Hun moeder is verdwenen na de geboorte van Saoirse. De oma van de kinderen vindt het maar niks dat ze op zo'n gevaarlijke plek opgroeien. Zo besluit oma op een dag om de kinderen mee naar haar huis te nemen in de stad. Daar ontdekt Ben dat Saoirse een Selkie is, een vloek die aan de kust ontstond en die met haar zang de vloek kan opheffen die ooit de Uilenheks heeft  uitgesproken. Om het lied van de zee te kunnen zingen moeten ze terug naar de vuurtoren. Als ze teruggaan naar de kust komen ze in een wereld terecht die Ben alleen kent van verhalen die zijn moeder hem vertelde.
Een Selkie is een mythologisch wezen uit de Schotse, Ierse en Faeröers folklore, waarin zeehonden in mensen kunnen transformeren.

## Stemverdeling

### Originele versie
- Ben - David Rawle
- Conor / Mac Lir - Brendan Gleeson
- Granny / Macha - Fionnula Flanagan
- Bronach - Lisa Hannigan
- Saoirse - Lucy O'Connell
- Ferry Dan / The Great Seanachaí - Jon Kenny
- Lug - Patt Shortt

### Nederlandse versie
- Ben - Valentijn Banga
- Ben (als peuter) - Olivier Banga
- Saoirse - Echica Florijn
- Bronagh - Niki Romijn
- Conor - Wim Peters
- Oma / Uilenheks - Marleen Maes
- Lucas Dietens
- Stan Limburg
- Eliyha Altena
- Just Meijer
- Finn Poncin
- Hein van Beem
- Reinder van der Naalt
- Rutger Le Poole
- Julius de Vriend
- Eva Kolsteren
- Filip Bolluyt
- Dilara Horuz
- Leo Richardson

## Soundtrack
Song of the Sea (Original Motion Picture Soundtrack)
1. Song of the Sea – Lisa Hannigan
2. The Mother's Portrait
3. The Sea Scene
4. The Song – Lisa Hannigan en Lucy O'Connell
5. The Key in the Sea
6. The Derry Tune
7. In the Streets
8. Dance with the Fish
9. The Seals
10. Something Is Wrong – Lisa Hannigan
11. Run
12. Head Credits – Lisa Hannigan
13. Get Away
14. Help
15. Sadness
16. Molly
17. I Hate You
18. Who Are You
19. The Storm
20. Katy's Tune
21. In the Bus – Lisa Hannigan
22. The Thread – Lisa Hannigan
23. Amhrán Na Farraige – Lisa Hannigan
24. Song of the Sea (Lullaby) – Nolwenn Leroy
25. La chanson de la mer (berceuse) – Nolwenn Leroy